# Краковское научное общество
Краковское научное общество (пол. Towarzystwo Naukowe Krakowskie) — польское научное общество, существовавшее в Кракове с 1815 по 1871 год. В 1871 году на основе Краковского научного общества была образована Академия знаний.

## История
Краковское научное общество было основано 24 июля 1815 года по инициативе польского историка немецкого происхождения Ежи Самуэля Бандтке и при поддержке ректора Краковского университета Валенты Литвинского.

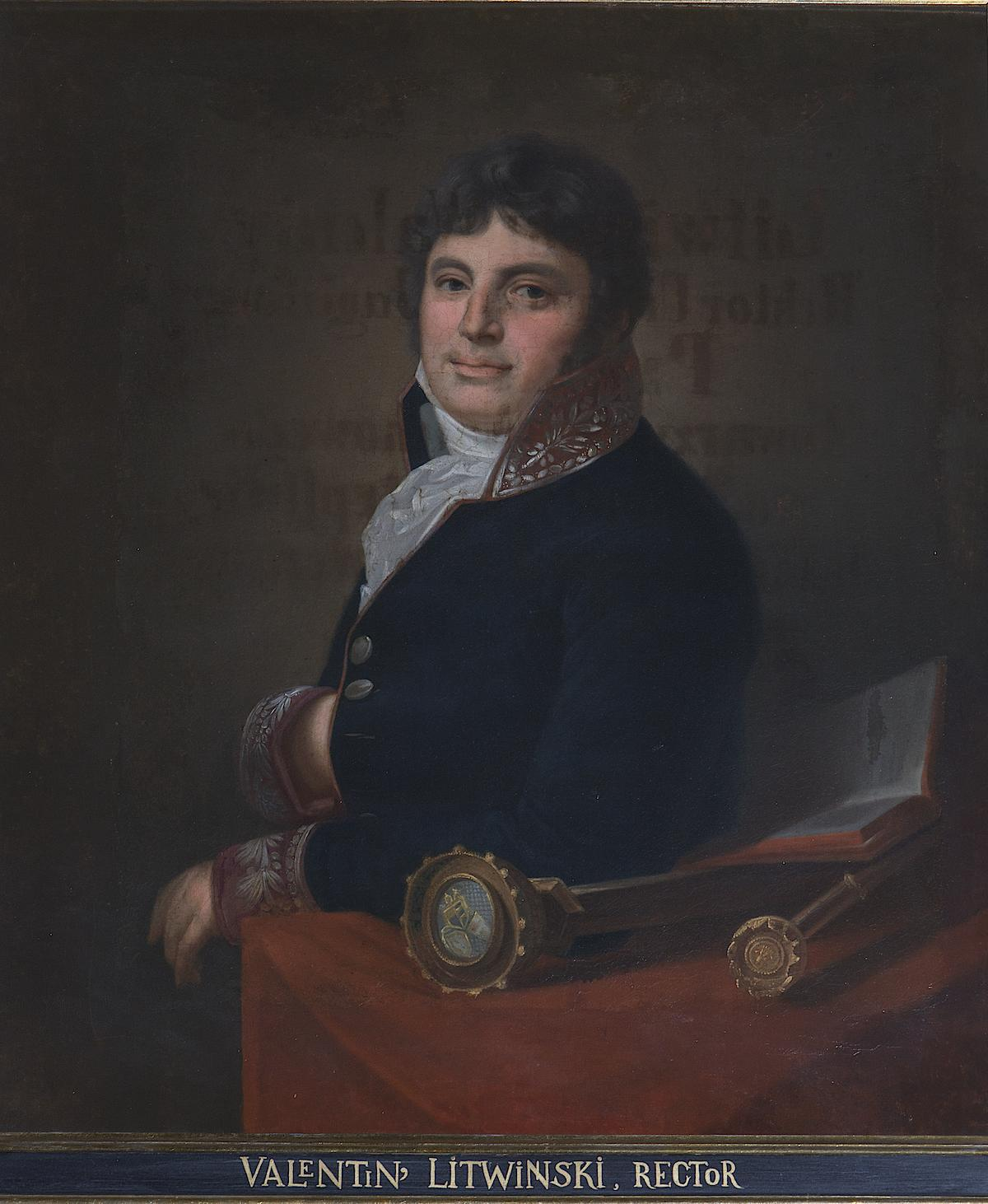
Валенты Литвиньский — первый президент

С момента своего основания и до 1852 года Краковское научное общество тесно сотрудничало с Краковским университетом, ректоры которого были последовательно президентами общества.
С 1815 по 1840 года в Краковском научном обществе были следующие шесть отделений:
- Отделение теологии;
- Отделение права;
- Отделение медицины;
- Отделение математики;
- Отделение литературы и хозяйства;
- Отделение технических новинок и различных искусств.

В 1840 году количество отделений сократилось до четырёх.
Краковское научное общество занималось обширной печатной деятельностью, издавая научные труды. С 1817 года по 1872 год Краковское научное общество издавало научный ежегодник под названием «Rocznik Towarzystwa Naukowego Krakowskiego z Uniwersytetem Krakowskim Połączonego» (Совместный ежегодник Краковского научного общества и Краковского университета).
В 1852 году деятельность Краковского научного общества была приостановлена. В 1857 году деятельность общество возобновило свою работу под изменённым названием «Cesarsko-Królewskie Towarzystwo Naukowe Krakowskie» (Императорско-королевское краковское научное общество).
В 1872 году на основе Краковского научного общества была создана Академия знаний.

## Президенты Краковского научного общества
- Валенты Литвиньский[пол.] (1815—1821)
- Себастьян Гиртлер[пол.] (1821—1823 и 1826—1831)
- Юзеф Бонавентура Залуский (1823—1826)
- Алоизий Рафаэль Эстрейхер[пол.] (1831—1833)
- Кароль Хубе[пол.] (1833—1835)
- Викентий-Иосиф Ланцуцкий (1835—1837)
- Антони Миколай Матакевич (1837—1839)
- Мацей Юзеф Бродович[пол.] (1839—1841 и 1847—1848)
- Ян Каэтан Троянский[пол.] (1841—1843)
- Леон Лаврисевич[пол.] (1843—1845)
- Адам Шимон Кржижановский[пол.] (1845—1847)
- Юзеф Майер (1848—1852 и 1860—1872)